# Mas de la Vall
|  | Per a altres significats, vegeu «Mas de la Vall (Benifallet)». |

El Mas de la Vall és un mas a l'est del terme municipal de Capçanes dins de l'espai de la Serra de Llaberia, al polígon 5, parcel·la 15 de la Vall, just al lloc on neix la riera de la Vall. La superfície total de la finca és de 182 ha.

## Arquitectura
El mas de la Vall és una edificació típica de les masies catalanes. Consta de diferents cossos: el mas, els habitacles destinats a les eines del camp, el magatzem i els corrals del bestiar.
El mas pròpiament dit es compon de planta i pis. L'accés a la masia es fa mitjançant una portalada d'arc de mig punt. A la façana principal s'observen forats de l'embigat que feia la funció de sostre d'un porxo i de trespol d'una terrassa. La teulada és a doble vessant. El pati queda tancat per un mur on hi ha la resta d'edificacions, el magatzem, situat probablement al pis superior del pati, els corrals del bestiar, i la sala destinada a guardar les eines dels jornalers a la planta baixa.

## Història
El mas de la Vall era propietat de la família Gavaldà. Una de les famílies benestants de Capçanes, propietaris d'altres finques. Aquest mas va ser abandonat després de la Guerra Civil. L'any 1962 el Patrimoni Forestal de l'Estat va adquirir aquest mas, que es va incloure al catàleg de muntanyes d'utilitat pública. Des de l'any 1984 el mas de la Vall és propietat del Departament de Medi Ambient de la Generalitat de Catalunya.